# 青木周蔵
青木 周蔵（あおき しゅうぞう、旧字体：靑木 周󠄀藏、1844年3月3日〈天保15年1月15日〉- 1914年〈大正3年〉2月16日）は、明治・大正期の日本の外交官、政治家。位階・勲等・爵位は贈正二位勲一等子爵。

## 来歴

### 生い立ち

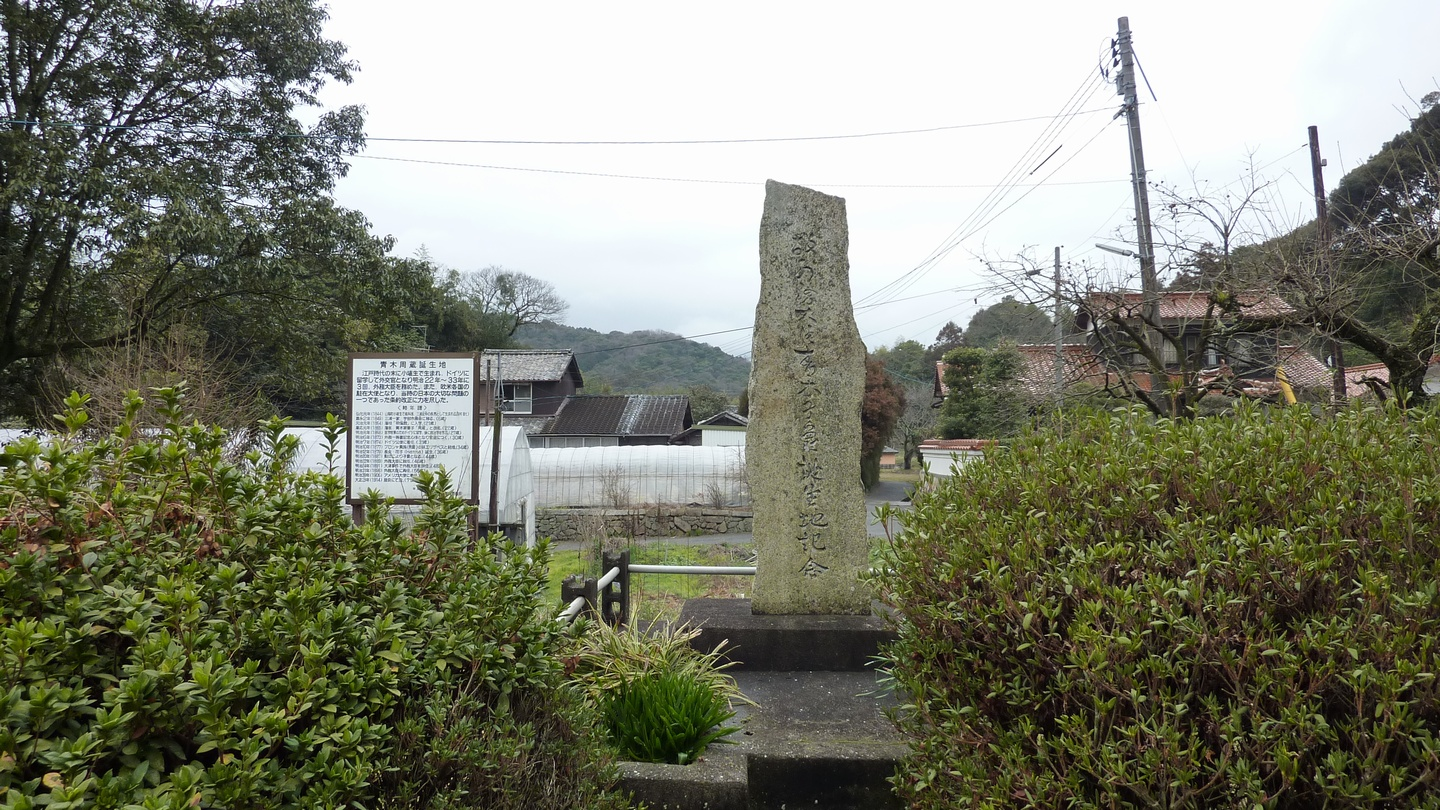
青木周蔵の生誕地（山口県山陽小野田市埴生字小埴生）

長門国厚狭郡生田村（現・山口県山陽小野田市）出身。幼名は三浦團七。長州藩の村医・三浦玄仲と妻・友子の長男として生まれ、22歳の時に毛利敬親の侍医で日本で初めて種痘を行った蘭学者・青木周弼の弟で後の宮廷大典医となる青木研藏の養子として入籍。士族となり、この際に2人の名を取り周藏と改名し、研藏の養女・テルと結婚する。

### 留学
明倫館で学んだ後、留学候補として松岡勇記と共に長崎へ派遣され医学修行を行う。長崎ではオランダ人教師が伝習生に対して「独逸学（ドイツ医学）」の習得を勧め、その優越を喧伝したことから、ドイツは伝習生間での留学希望先として衆目を集めつつあった。長州藩では留学生を送り出すにあたって、必ず二人組での同行を求めていた。しかし周藏は松岡を徹底して忌み嫌っており、先輩医師の半井春軒との同行を申し出る。ここで戊辰戦争が勃発し、現役医師は治療現場に駆り出され、松岡、半井の件は棚上げとなる。1868年（明治元年）、藩留学生として土佐藩士・萩原三圭と共に「孛漏西（プロイセン）」への留学が認可された。渡独後、医学から政治、経済学に無断転科し問題となったが、来独中の山縣有朋に談判して解決させた。1872年（明治5年）、北ドイツ留学生総代となり在独留学生の専攻科目決定に介入し、物議をかもす。当時の留学生の専攻は軍事、医学に集中しており、青木の真意は日本近代化には専攻を分散することの必要を説くことだった。青木の推奨もあって、林業、製紙、ビール、製絨（羅紗絨毯）などの分野へ特化して成功した人物も出た。

### 外務省勤務
1873年（明治6年）、外務省へ入省する。外務省一等書記官を経て本省に勤務したが、翌1874年（明治7年）には駐独代理公使、さらに駐独公使となってドイツに赴任、プロイセン貴族の令嬢エリザベートと知り合う。1875年（明治8年）、オーストリア＝ハンガリー帝国公使を兼任した。翌年にエリザベートと結婚を決意し、1877年（明治10年）に外務省の許可を得るものの、テルとの離婚が青木家から承諾を得られず、難航する。そのため、周蔵がテルに新しい夫を見つけ、その結納金を支払うことを条件とし、計3回テルに夫を紹介して3回結納金を払った。この結婚をめぐって困難があったものの、品川弥二郎らに助けられて難事を乗りこえた。1878年（明治11年）、オランダ公使も兼任している。
1879年（明治12年）、妊娠中のエリザベートを連れて帰国して、条約改正取調御用係となったが、1880年（明治13年）、井上馨外務公卿の下で再度駐独公使としてベルリンに赴任した。1882年（明治15年）には伊藤博文のヨーロッパでの憲法調査を助け、ベルリン大学のルドルフ・フォン・グナイスト、ウィーン大学のロレンツ・フォン・シュタインの両法学教授の斡旋をおこなっている。1885年（明治18年）、オランダやノルウェー公使をも兼務したが、翌年に外務大輔として帰国、条約改正議会副委員長となった。1886年（明治19年）3月、第1次伊藤内閣の外務大臣井上馨のもとで外務次官となり、全権委任状を下付されて条約改正会議に出席するなど、翌年まで井上外交を支えた。
1887年（明治20年）5月9日、子爵を叙爵。1888年（明治21年）の黒田内閣の大隈重信外相のもとでも引き続き外務次官を務めた。1889年（明治22年）には外務次官・条約改正全権委員として条約改正交渉の中心人物として活躍した。

### 外務大臣就任、条約改正交渉

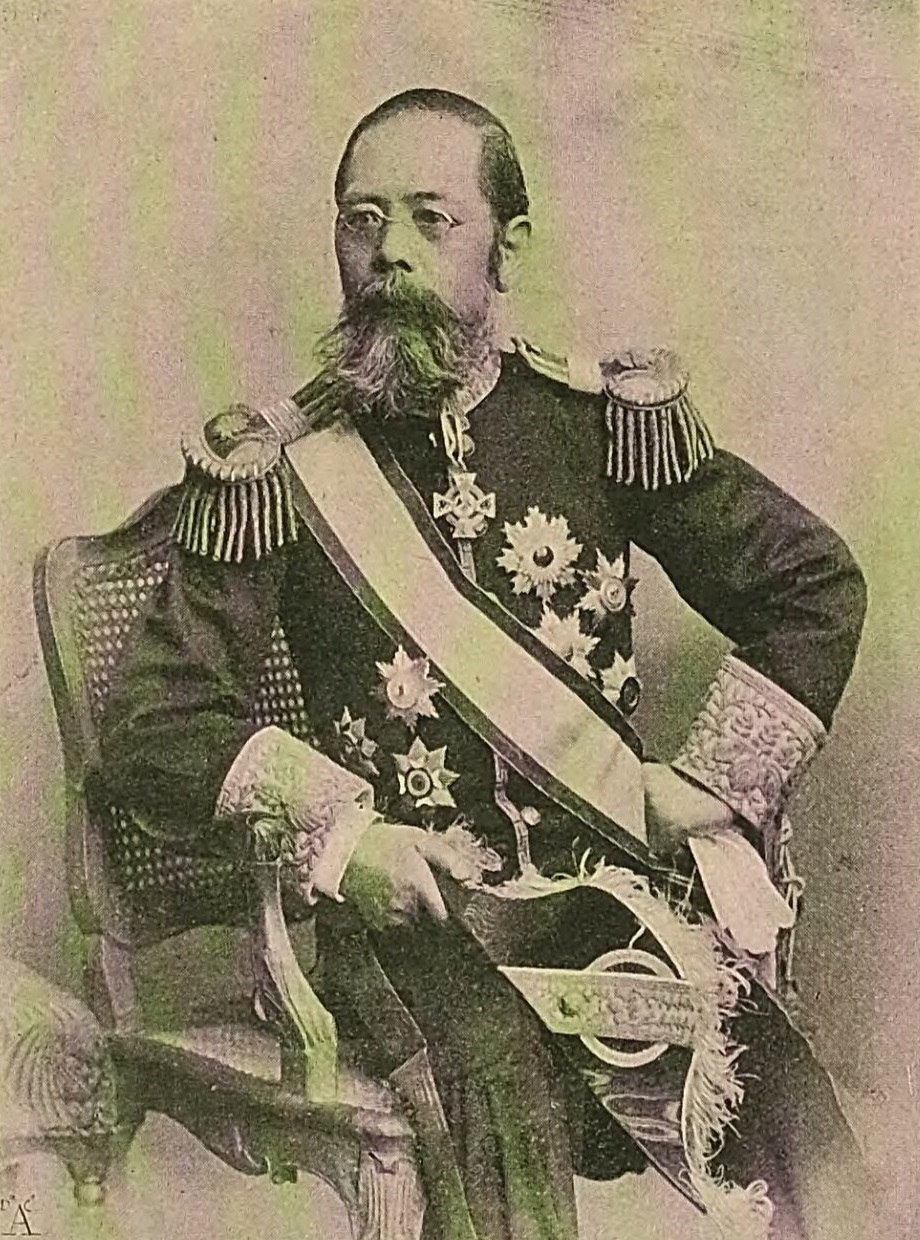
青木周蔵

来島恒喜のテロによって大隈が遭難したあと、1889年（明治22年）12月24日に第1次山縣内閣の外務大臣に就任、外相として「青木覚書」を閣議に提出して承認を受けた。こののち対英条約改正交渉をみずから指揮して駐日イギリス公使フレーザーとの交渉を進め、1891年（明治24年）、第1次松方内閣でも外務大臣を留任、領事裁判権撤廃の条約改正に奮闘した。青木の条約改正案は従来のものと異なり治外法権に関して「対等合意」（外国人裁判官の大審院への不採用、外国人不動産は領事裁判権を撤廃しない限り認めないことを明記）を目指した。1890年（明治23年）7月10日、貴族院子爵議員に就任し1期在任した。
帝政ロシアが東アジアに進出することに不安を抱くイギリスが日本に好意を持つなど、時勢にも恵まれ交渉は成功しかけたが、新条約調印寸前の1891年（明治24年）5月に大津事件が発生し引責辞任、交渉は中断される。なお、この際ロシア公使に対して犯人津田三蔵の死刑を確約しながら、判決が無期懲役となり公使が抗議に訪れると、これを伊藤博文と井上馨の指示だと述べたことによって両名の恨みを買うことになった（相手国公使に対する通告内容に関する最終決定権は大臣である青木にある）。1892年（明治25年）、駐独公使としてドイツに赴任した。後任の外相には陸奥宗光が抜擢され、陸奥は青木に駐イギリス公使を兼任させた。
1894年（明治27年）、駐英公使として外相の陸奥とともに条約改正に尽力、アレクサンダー・フォン・シーボルトを通訳として日英通商航海条約改正に成功した。
1898年（明治31年）、第2次山縣内閣では再び外務大臣に就任、1900年（明治33年）の義和団の乱に対処、列強の動きを敏感に察知し積極的な介入を試みた。こののち枢密顧問官を務めた。
1906年（明治39年）には駐米大使として移民問題の解決につとめた。
1914年（大正3年）2月16日、肺炎のため東京の自宅で死去。死後、正二位を贈られた。青木の遺骸は栃木県那須郡（現・那須塩原市）にある別邸近くに埋葬されている。

## 政策

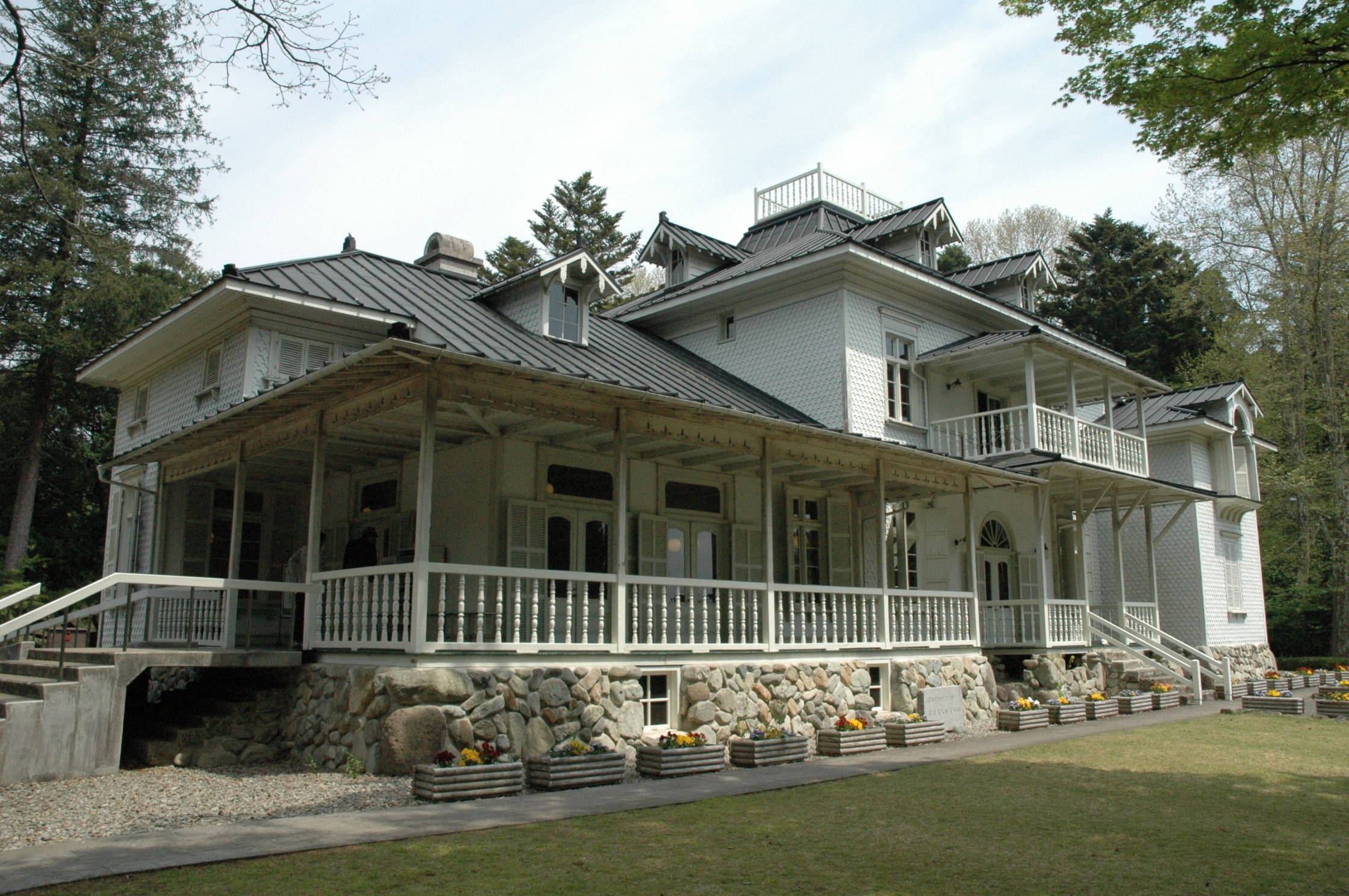
那須塩原市に現存する旧青木家別邸。国の重要文化財。松ヶ崎萬長の作品。

外交官としての青木の半生は条約改正交渉に長く深く関わり、外交政略としては早くから強硬な討露主義と朝鮮半島進出を主張し、日露戦争後は大陸への進出を推進した。

### ドイツ文化の導入
留学生・外交官（ドイツ公使）として滞独生活は25年に及び、日本におけるドイツ通の第一人者としてドイツの政治体制、文化の導入をはかった。獨逸学協会にも会員として在籍し、獨逸学協会学校の評議委員も務めた。

### 「青木覚書」
大隈重信遭難後、第1次山縣内閣と第1次松方内閣の外務大臣として条約改正交渉を主導した。条約改正方針として「青木覚書」を山縣内閣の閣議に提出している。その骨子は、
1. 外国出身の法律家を大審院の法官に任用せざること。
2. 法典を早きに及びて編成発布することを約束せざること。
3. 不動産の所有権は、領事裁判を撤去せざる間は、其抵償物として之を外国人に許与せざること。
4. 外国人取扱上に付、経済上又は法律上、或る場合に於ては、特権の制限を設くること。

であり、「其範囲内に於て全権を実際に便宜運用するは改正事務を委任されたる人の裁酌する所に任すべし」というものであった。

## 親族

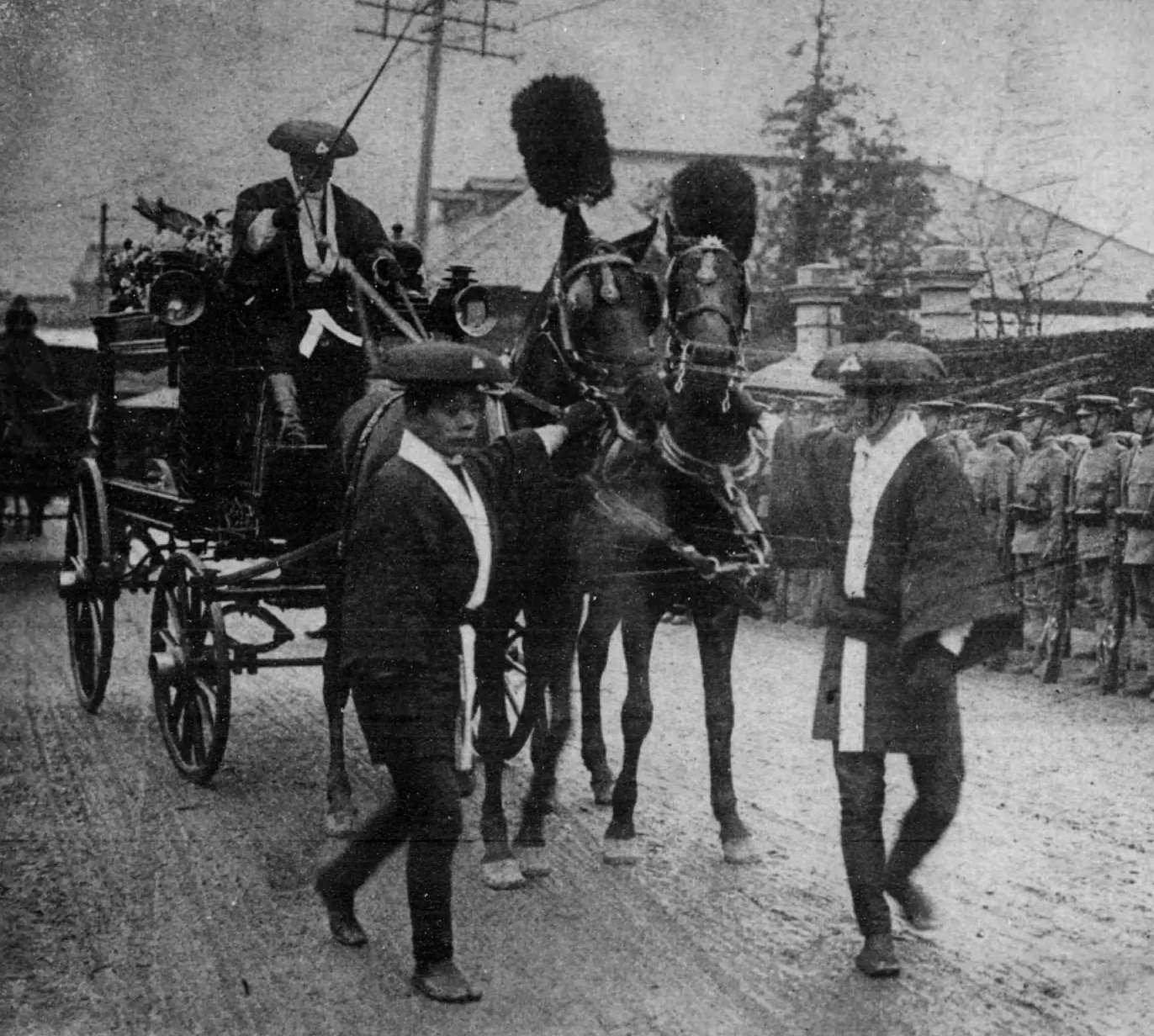
1914年（大正3年）2月20日、葬儀に際して移される青木周蔵の霊柩馬車

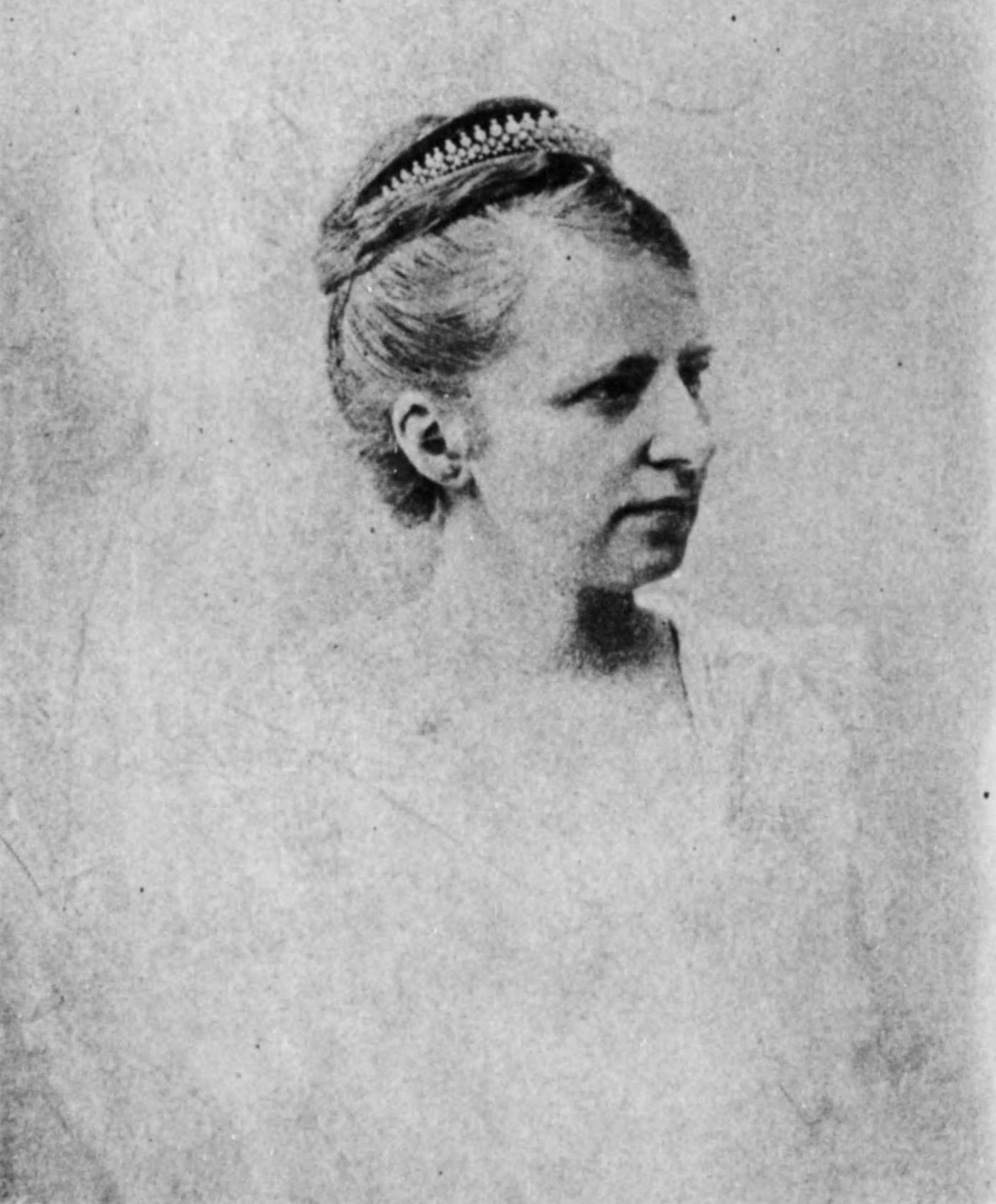
青木周蔵の2番目の妻、エリザベート・フォン・ラーデ

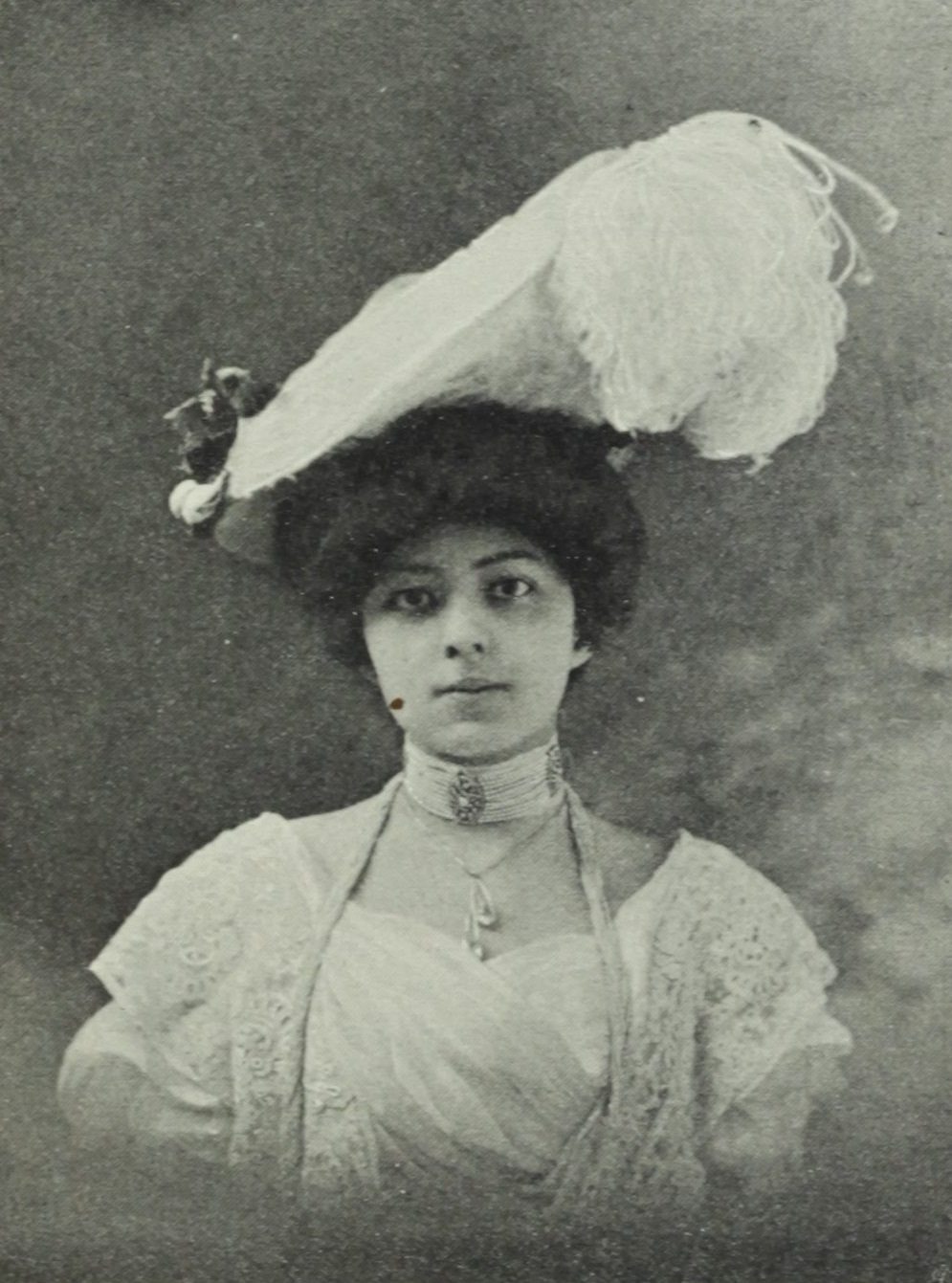
青木周蔵とエリザベートの娘、ハンナ

- 実父：三浦玄仲（1820–1892） - 小埴生村（生田村）の村医
- 実母：友子（1823–1901） - 高千帆村字千崎の蘭学医・目文貞の妹
- 実弟：泰輔（1857–1915） - 甲武鉄道会社社長（妻は馬屋原彰の長女・東喜子）
- 実弟：格太郎（1863–1927）
- 実妹：しげ子（1864–1942） - 本尾敬三郎の妻
- 養父：青木研藏（1815–1870） - 明倫館好生堂の教諭役（館長）、宮廷大典医
- 先妻：テル（1848–1909） - 養父・青木研藏の養女、青木周弼の娘
- 継妻：エリザベート（エリーザベト）・フォン・ラーデ（Elisabeth von Rhade、1849–1931） - プロイセン貴族令嬢
- 一人娘：ハンナ（Hanna、1879–1953） - エリザベートとの子[11]、アレクサンダー・フォン・ハッツフェルト伯爵（Alexander Graf von Hatzfeldt、1877–1953）[12]の妻
  - 孫：ヒサ・フォン・ハッツフェルト（Hissa Gräfin von Hatzfeldt、1906–1985） - ハンナの娘[13]、エルヴィン・フォン・ナイペルク伯爵（Erwin Graf von Neipperg、1897–1957）[14]の妻

娘のハンナ（日本名は花子）は、プロイセンのシュレージェン州長官を務めたトラッヘンベルク公爵（Herzog zu Trachenberg）の次男であり、駐日ドイツ公使館の主任外交官補として勤務していたアレクサンダー・フォン・ハッツフェルト伯爵と1904年12月19日に東京で結婚し、夫婦の間に一人娘・ヒサが生まれる。ヒサはナポレオン戦争期に活躍したナイペルク伯爵の曾孫であるエルヴィンと結婚し、その子孫はドイツ、オーストリア、イギリスに健在している。
ヒサの外孫の一人、ザルム＝ライファーシャイト家当主で、オーストリア・シュタイレッグ城の管理者であるニクラス・ザルム＝ライファーシャイト古伯爵が2004年に那須別邸を訪れ、ハンナの写真などを寄贈した。青木周蔵が建設した那須塩原町の青木小学校の100周年記念行事にも出席した。
二クラスは高祖父にあたる青木周蔵について「彼は、日本人としては直接的にものを言い過ぎるところがあり、ドイツ人のような日本人だった」「彼は、日本の将来の発展を確信しながら、そのために日本が変わらなければならないことを承知していました。だからこそ、彼は変化を恐れない人でした」と論じている。
- 養子：青木梅三郎（1873–1941） - 子爵、杉孫七郎（皇太后宮大夫などを歴任）の三男（テルと周蔵の離婚にともない、青木家の家督継承者として梅三郎が養子に入った）[17]。
- 養嫁：文子（1885–1941） - 福原信蔵の次女
  - 義孫：重夫（1904–1961） - 子爵[17]、梅三郎の長男（妻は荒木和一の三女・和子）
  - 義孫：田鶴子（1906–1989） - 梅三郎の長女、吉岡範武の妻
  - 義孫：多嘉子（1907–1981） - 梅三郎の次女、伊藤謹一郎の妻
  - 義孫：盛夫（1910–1977） - 外交官、梅三郎の次男（妻は杉村陽太郎の長女・和子）
  - 義孫：韶夫（1912–1944） - 梅三郎の三男（妻は佐々木千秀の長女・昌子）
  - 義孫：幹夫（1914–1945） - 梅三郎の四男
  - 義孫：寿美子（1916–?） - 梅三郎の三女、高辻正己の妻
  - 義孫：周夫（1918–?） - 男爵（辻太郎の養子）、梅三郎の五男（妻は佐々木千秀の次女・淑子）

- 実妹のしげ子の五女・本尾栄子は、田健治郎の次男・田誠に嫁いだ。
- フォークランド紛争に際して、イギリスの在アルゼンチン大使のアンソニー・ウィリアムズは青木の孫娘・ヒサの娘婿にあたる。
- ペルー日本大使公邸占拠事件時の在ペルー特命全権大使青木盛久は義理の曾孫（梅三郎の孫のため血縁関係はない）。
- 日本ホテル協会会長などを務めた原範行も義理の曾孫（梅三郎の孫のため血縁関係はない）[18][19]。

## 関連人物
- 井上省三－留学中に友情を深めている。

## 栄典
位階
- 1886年（明治19年）10月20日 - 従三位[20]
- 1890年（明治23年）2月7日 - 従二位[21]
- 1914年（大正3年）2月16日 - 正二位（没後追叙）[22]

爵位
- 1887年（明治20年）5月9日 - 子爵[7]

勲章等
| 受章年                     | 略綬 | 勲章名                   | 備考         |
| -------------------------- | ---- | ------------------------ | ------------ |
| 1878年（明治11年）2月6日   |      | 勲三等旭日中綬章         |              |
| 1889年（明治22年）11月25日 |      | 大日本帝国憲法発布記念章 |              |
| 1890年（明治23年）6月30日  |      | 勲一等瑞宝章             |              |
| 1894年（明治27年）8月29日  |      | 旭日大綬章               |              |
| 1912年（大正元年）8月1日   |      | 韓国併合記念章           |              |
| 1914年（大正3年）2月16日   |      | 旭日桐花大綬章           | （没後叙勲） |

外国勲章佩用允許
| 受章年                     | 国籍                                   | 略綬 | 勲章名                       | 備考       |
| -------------------------- | -------------------------------------- | ---- | ---------------------------- | ---------- |
| 1879年（明治12年）2月26日  | ザクセン王国                           |      | アルブレヒト第一等勲章       | [ 注釈 2 ] |
| 1880年（明治13年）12月21日 | ドイツ帝国                             |      | 王冠第一等勲章               | [ 注釈 3 ] |
| 1882年（明治15年）12月21日 | オランダ王国                           |      | 獅子勲章第一等級             | [ 注釈 4 ] |
| 1882年（明治15年）12月21日 | ザクセン＝ヴァイマル＝アイゼナハ大公国 |      | 白鷹勲章第一等級             | [ 注釈 5 ] |
| 1885年（明治18年）12月25日 | ドイツ帝国                             |      | 帝冠章綬装飾赤鷲第一等勲章   | [ 注釈 6 ] |
| 1885年（明治18年）12月25日 | ザクセン＝コーブルク＝ゴータ公国       |      | エルコスト第一等勲章         |            |
| 1885年（明治18年）12月25日 | メクレンブルク＝シュヴェリーン大公国   |      | グライヘン第一等勲章         |            |
| 1887年（明治20年）9月27日  | ポルトガル王国                         |      | キリスト勲章グランドクロア   |            |
| 1888年（明治21年）2月21日  | シャム王国                             |      | 勲一等タイ王冠勲章           |            |
| 1891年（明治24年）5月27日  | オスマン帝国                           |      | 美治慈恵第一等勲章           |            |
| 1895年（明治28年）8月17日  | ドイツ帝国                             |      | 赤鷲大綬章                   | [ 注釈 7 ] |
| 1895年（明治28年）8月17日  | バイエルン王国                         |      | 神聖ミハエル甲級第一等勲章   | [ 注釈 8 ] |
| 1895年（明治28年）8月17日  | オスマン帝国                           |      | オスマニエ第一等勲章         |            |
| 1897年（明治30年）10月4日  | ドイツ帝国                             |      | 金剛石装飾赤鷲大綬章         | [ 注釈 9 ] |
| 1902年（明治35年）7月22日  | デンマーク王国                         |      | ダンネブロ勲章グランクロワー |            |

## 著書
- 『青木公使取調独逸国元首貴族従属貴族等特権』1876年。 NCID BA31385399。
- 『青木公使取調独逸貴族特権論附録』1876年。 NCID BA31385832。
- 『狩猟規則草案』青木周蔵、1900年5月。全国書誌番号:40029363 NDLJP:796283。
- 『経済意見』1901年6月。全国書誌番号:40031782 NDLJP:799044。
- 『青木周蔵自伝』坂根義久校注、平凡社〈東洋文庫 168〉、1970年8月。 NCID BN01796250。全国書誌番号:73009456 NDLJP:12254777。
  - 『青木周蔵自伝』坂根義久校注、平凡社〈ワイド版東洋文庫 168〉、2004年9月。ISBN 9784256801680。 NCID BB15493886。